# Сююй
Сюю́й (кит. упр. 秀屿, пиньинь Xiùyǔ) — район городского подчинения городского округа Путянь провинции Фуцзянь (КНР).

## История
Исторически эти места были частью уезда Путянь (莆田县). В XX веке уезд Путянь был занят войсками коммунистов лишь на исходе гражданской войны, в августе 1949 года. Находящиеся далеко от берега острова Уцю так и остались под контролем гоминьдановцев, и были в июне 1954 года административно включены властями Китайской Республики в состав уезда Цзиньмэнь (власти КНР этого не признают, продолжая считать их частью посёлка Мэйчжоу).
После образования КНР в 1949 году был создан Специальный район Цюаньчжоу (泉州专区), и уезд вошёл в его состав. В 1955 году Специальный район Цюаньчжоу был переименован в Специальный район Цзиньцзян (晋江专区).
В июне 1970 года уезд перешёл из состава Специального района Цзиньцзян в состав Специального района Миньхоу (闽侯专区), и власти Специального района Миньхоу переехали из уезда Миньхоу в уезд Путянь. В мае 1971 года Специальный район Миньхоу был переименован в Округ Путянь (莆田地区).
Постановлением Госсовета КНР от 18 апреля 1983 года округ Путянь был расформирован, и уезд был передан в состав округа Цзиньцзян (晋江地区).
Постановлением Госсовета КНР от 9 сентября 1983 года уезды Путянь и Сянью были выделены в отдельный городской округ Путянь; при этом из уезда Путянь была выделена урбанизированная зона, которая была разделена на районы Чэнсян и Ханьцзян.
Постановлением Госсовета КНР от 1 февраля 2002 года был расформирован уезд Путянь, а на его месте были созданы районы Личэн и Сююй.

## Административное деление
Район делится на 9 посёлков (в том числе посёлок Мэйчжоу, входящая в состав которого деревня Уцю контролируется властями Китайской Республики и включена ими в состав уезда Цзиньмэнь) и 3 волости.